# Faraoanele
Faraoanele – wieś w Rumunii, w okręgu Vrancea, w gminie Vârteșcoiu. W 2011 roku liczyła 971
mieszkańców.